# Zappa (ajedrez)
Zappa (Zap!Chess) es un programa de ajedrez escrito por Anthony Cozzie, un graduado de la Universidad de Illinois en Urbana-Champaign. El programa destaca por poseer una búsqueda sólida y por un buen uso de los procesadores múltiples. No existen versiones diferentes para uno y varios procesadores, por lo que es necesario configurarlo para aprovecharlo al máximo en ordenadores con procesadores de más de un núcleo.
Zappa consiguió una inesperada victoria en el Campeonato del Mundo de Programas de Ajedrez (World Computer Chess Championship) de Reikiavik, Islandia, en agosto del año 2005. Zappa ganó con una puntuación de 10.5 sobre 11, y derrotó a dos de sus rivales más directos, Deep Junior y Shredder, programas de gran prestigio que además habían logrado la victoria en multitud de ocasiones. En la modalidad de ajedrez rápido del torneo Zappa se situó en segunda posición, siendo solamente superado por Shredder. También obtuvo éxito en otros torneos, como en el CCT7 de Internet Chess Club, que acabó ganando y derrotando al Gran Maestro Jaan Ehlvest por 3-1.
En el WCCC de 2006, celebrado en Turín, obtuvo la cuarta posición con un resultado de +4 -0 =7.
En el WCCC de 2007, en Ámsterdam, la versión "Zap!Chess Zanzibar" obtuvo la segunda plaza, solo por detrás de Rybka, con un +7 -0 =4.
Pese a los repetidos anuncios de Anthony Cozzie de que no habría más evoluciones del producto, en septiembre de 2007 la nueva versión, "Zappa Mexico", disputó en Ciudad de México, en paralelo con el Campeonato Mundial de Ajedrez "humano", un enfrentamiento a diez partidas contra Rybka, vencedor de los dos últimos WCCC, por la supremecia en el software de ajedrez. Zappa logró imponerse en un emocionante duelo, en parte gracias al gran trabajo realizado en el libro de aperturas por Erdogan Günes, por un apretado 5,5 a 4,5 (+3 -2 =5).
Las primeras versiones de Zappa son gratuitas, pero no de código abierto. 
Las versiones posteriores son comerciales, incluidas "Zappa Mexico" y la última versión "Zappa Mexico II". Esta última puede adquirirse por 59,95€.
Zappa México II x64 ocupa el ranking n.º 3 en la última lista SSDF (10/04/2009) con 3073 puntos de elo bajo un "Q6600 2,4GHz 2GB". Si bien el primer puesto es indiscutible para Rybka 3 x64, las siguientes 3 plazas varían constantemente entre Naum 4 x64, el propio Zappa Mexico II x64 y Deep Fritz 11, actualmente en ese orden.